# Affaire du coton ouzbek

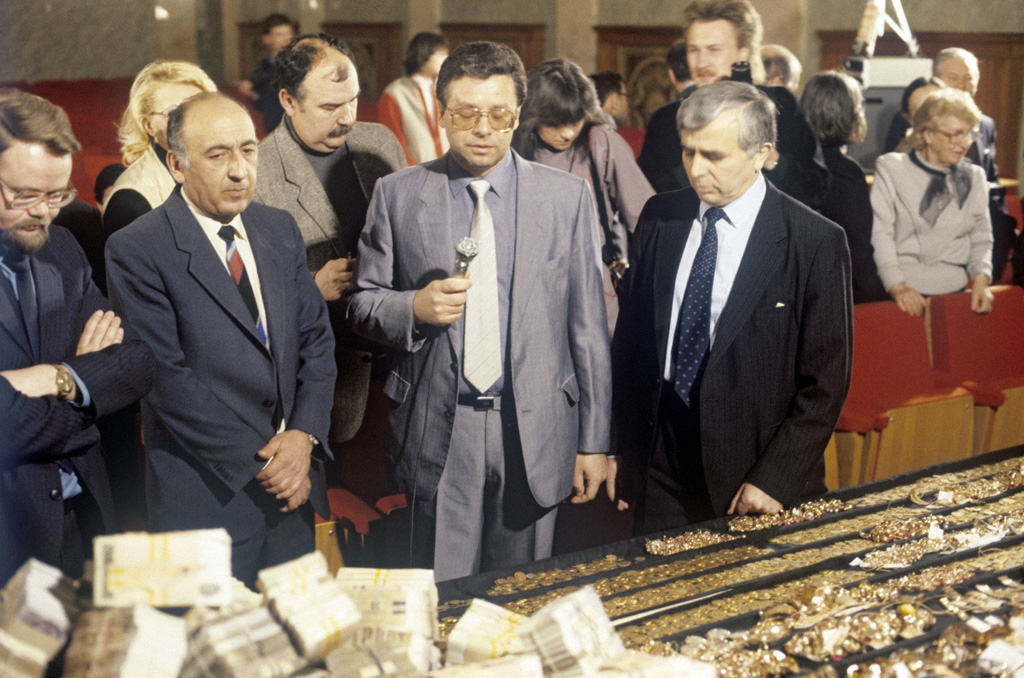
Archives RIAN 483165.
La confiscation des valeurs de pots-de-vin de haut rang illustré lors d'une conférence de presse de l'équipe d'enquête du ministère public de l'URSS

L'affaire du coton ouzbek aussi appelée « l'affaire du coton imaginaire » est une pratique qui comprend les fausses déclarations (à la hausse) de récolte du coton et le détournement d'argent de la vente du coton à l’État, impliquant les hommes politiques de la république socialiste soviétique d'Ouzbékistan, ayant donné lieu au déclenchement de plusieurs enquêtes criminelles,. Ce phénomène qui a largement façonné l'histoire de l'Ouzbékistan à l'époque soviétique dans les années 1960-1980 fut déclenché par le développement intensif de la culture du coton, ordonné par Moscou dans le cadre de la spécialisation des républiques soviétiques.

## Histoire

### XIXesiècle
Dès les années 1860, la Russie lance dans le Turkestan une politique d'expansion, pour développer la culture du coton dans la vallée de Ferghana, dans l'actuel Ouzbékistan turcophone, une vaste plaine de 300 km de long sur 170 de large, située sur l’ancienne route de la soie, que traversera plus tard la ligne ferroviaire Samarkand-Andizan-Taskent. La Russie réduit considérablement sa production de textiles en coton pendant la guerre de Sécession américaine puis trouve de nouveaux fournisseurs: grâce aux cotons d'Asie centrale, l'essor des industries textiles russes reprend vers 1865. Les cultivateurs de cette vallée de Ferghana, utilisent dans la deuxième partie du XIXe siècle la variété du Sea Island cotton, appelée aussi coton Jumel,. Parmi les grands marchés cotonniers d'alors, Kachgar, au débouché oriental de la vallée de Ferghana et de celle du Zarafchan.
Kokand, ville de Gengis Khan et Tamerlan, devient le plus important marché en gros de coton d'Asie centrale et le centre financier de cette vallée turcophone, après qu'en 1876, le général Mikhaïl Skobelev déclare l'annexion du khanat de Kokand au Turkestan russe. Les commandes militaires de ce qui devient la dixième guerre russo-turque, en 1877-1878, s'ajoutent à hausse de la consommation textile dans les campagnes, entamée lors de la décennie précédente : la consommation moyenne annuelle en tissus de coton par personne en Russie double en vingt ans, entre la période 1856-1860 et la période 1876-1880.

### XXesiècle
L'objectif médiatisé des planificateurs soviétiques fut de produire 6 millions de tonnes de l'« or blanc » ouzbek. Ce développement effréné, avec une course aux rendements dans les conditions du déficit des terres irriguées disponibles a eu un impact catastrophique sur l'écologie de la région : l'usage démesuré d'engrais chimiques et d'exfoliants a empoisonné les sols et les eaux, tandis que le drainage accéléré des ressources des fleuves Amou-Daria et Syr-Daria pour le but de l'irrigation a abouti à l'assèchement de la mer d'Aral où elles se jettent, sa surface fut diminuée de moitié en 40 ans,.
Sous la pression de Moscou de produire encore plus de coton, les dirigeants ouzbeks ont développé un système de falsifications des statistiques, portant sur plusieurs centaines de milliers de tonnes. Le premier secrétaire du parti communiste de la RSS d'Ouzbékistan, Charaf Rachidov, son entourage, ainsi que le gendre du no 1 soviétique de l'époque Léonid Brejnev, le général Iouri Tchourbanov furent impliqués dans cette affaire procurant des gains en or autant pour le budget de l'État ouzbek que pour les principaux intéressés,,. Fin 1983, au moment où la plus vaste fraude de l'histoire de l'Union soviétique fut démasquée, Rachidov meurt d'une crise cardiaque (on parle aussi d'un suicide). 
La presse soviétique, alimentée par les investigations des juges fédéraux Gdlian et Ivanov, se déchaîna alors contre les clans ouzbeks, présentés comme une dangereuse mafia coupable d'avoir gangrené toute la société (on a parlé d'une « Mafia du coton » ou « Mafia ouzbek »). Les lecteurs attentifs à ces révélations aussi retentissantes qu'inhabituelles ne manquèrent pas de tracer un parallèle entre l'« affaire du coton », qui marqua une rapide dégradation des relations entre Moscou et les élites musulmanes soviétiques, et l'engrenage de la guerre d'Afghanistan, dont Iouri Andropov fut l'un des promoteurs les plus fervents.
Depuis le scandale du coton de 1983, de sérieuses accusations de corruption furent portées par Moscou sur tout l’establishment ouzbek, faisant suite à une enquête fédérale d'envergure menée par les investigateurs anti-fraude Gdlian et Ivanov (« Affaire ouzbèke »). Résultat : la quasi-totalité de l'appareil d'État ouzbek fut remplacée, dont une partie fut même incarcérée. Le contrôle direct de Moscou fut renforcé, cette emprise étant facilitée par le fait que Iouri Andropov qui succéda à Brejnev (après l'intérim de Vassili Kouznetsov), était auparavant président du KGB. Les dirigeants ouzbeks se sont succédé les uns après les autres jusqu'en 1990, Moscou ne voulant pas leur laisser le temps de développer d'éventuelles nouvelles structures de corruption et les réseaux familiaux : Usmonxoʻjayev (1983), Salimov (1983-1986), Nishonov (1986-1988), Habibullayev (1988-1989), Ibrohimov (1989-1990) furent les chefs éphémères de l'appareil d'État ouzbek à cette époque.
Malgré l'ampleur de l'« affaire du coton » et la volonté du pouvoir ouzbek de mettre ensuite sous silence son passé soviétique, Rachidov est apprécié officiellement comme un dirigeant qui a beaucoup investi dans le développement de la république (plusieurs ensembles architecturaux d'envergure furent érigés à Tachkent sous son règne, ainsi que le métro) et qui a pu obtenir de Moscou une certaine autonomie par un jeu d'influences et une utilisation des défaillances de l'appareil soviétique au profit de l'Ouzbékistan. Un monument lui a été érigé dans le centre-ville de Tachkent au début des années 1990.